# Елизабет Костова
Елизабет Костова (на английски: Elizabeth Johnson Kostova, родена на 26 декември 1964 г.) е американска писателка, омъжена за българин и известна с дебютния си роман „Историкът“.

## Биография
Родена е в Ню Лъндън, щата Кънектикът, САЩ. Завършва университета „Йейл“ със степен бакалавър по британска култура. Пее в славянския хор на университета. Идва в България за пръв път през есента на 1989 година, за да събира народни песни. На митингите в София след 10 ноември 1989 г. среща бъдещия си съпруг Георги Костов, компютърен специалист. Двамата живеят в Ан Арбър, щата Мичиган. Променя фамилията си в съответствие с българските именни традиции (т.е. Костова, а не Костов).
Костова продължава образованието си в Мичиганския университет, от където има магистратура по изящни изкуства. Там печели стипендия Hopwood Архив на оригинала от 2007-12-18 в Wayback Machine. за завършването на романа си „Историкът“, който започва да пише през 1995 г. Признава, че стилът ѝ е повлиян от големите англоезични писатели като Чарлз Дикенс, Томас Харди, Джордж Елиът, Хенри Джеймс, Вирджиния Улф и Е. М. Форстър.

## „Историкът“
Дебютният роман на Костова „Историкът“ е издаден в САЩ през юни 2005 г. В него млада жена разказва за издирването на гроба на Влад Цепеш, а част от действието се развива в България.

## Фондация „Елизабет Костова“
През 2007 година с дарение от 10% от правата на „Историкът“ Костова създава фондация за творческо писане в България. Основна цел на организацията е да подпомага българската литература като поощрява превода и публикуването ѝ на световния пазар. Фондацията учредява наградата „Кръстан Дянков“ за най-добър превод.

## Произведения

### Самостоятелни романи
- The Historian (2005)
Историкът, изд.: ИК „Сиела“, София (2005), прев. Невяна Хаджийска
- The Swan Thieves (2010)
Крадци на лебеди, изд.: ИК „Сиела“, София (2010), прев. Йордан Костурков
- The Shadow Land (2017)
- Земя на сенки, изд.: "Колибри“, София (2017), прев. Надежда Розова